# جاك كونولي (لاعب هوكي الجليد)
جاك كونولي (بالإنجليزية: Jack Connolly)‏ هو لاعب هوكي الجليد أمريكي، ولد في 15 أغسطس 1989 في دولوث في الولايات المتحدة.

## وصلات خارجية
- جاك كونولي على موقع EliteProspects.com (الإنجليزية)
- جاك كونولي على موقع Eurohockey.com (الإنجليزية)
- جاك كونولي على موقع HockeyDB.com (الإنجليزية)